# ゲルト・ヴェスパーマン
ゲルト・ヴェスパーマン（Gerd Vespermann, 1926年7月24日 - 2000年11月25日）はドイツの俳優。

## 経歴
ヴァイマル共和政時代のベルリンで生まれる。父は俳優のクルト・ヴェスパーマン（Kurt Vespermann, 1887 - 1957）、母は女優のリア・アイベンシュッツ（Lia Eibenschütz, 1899 - 1985）。
1941年から1944年までヴァイマルのフランツ・リスト・ヴァイマル音楽大学でピアノの専門教育を受けた。終戦後、演技のレッスンを受け、その後、舞台で俳優デビュー。舞台では主にミュージカルとコメディーに出演。
映画デビューは1953年で、旧西ドイツ映画を中心に出演。ハリウッド映画への出演もある。1960年代後半からは主にドイツのテレビドラマで活躍したが、1972年には第45回アカデミー賞において8部門で受賞したボブ・フォッシー監督の『キャバレー』に出演。また、海外俳優の吹替えも多数務めた。
私生活では1964年に女優のハンネローレ・エルスナー (Hannelore Elsner) と結婚したが1966年に離婚。のちに別の女性と再婚している。
2000年11月25日、死去。墓はミュンヘンにある。

## 主な出演作品
- 悪魔の将軍 Des Teufels General（1955年）：日本未公開であったが、2007年3月、東京のアテネ・フランセ文化センターで開催された「ヘルムート・コイトナー (Helmut Käutner) 監督特集」の中で日本語字幕付きでDVD上映された[1]。
- 大勝利 Soldatensender Calais（1955年）
- FBIモスクワに潜入せよ Man on a String（1960年）
- 三色すみれ Eine Frau fürs ganze Leben（1960年）
- 非情の町 Town Without Pity（1961年）
- ビッグ・ショウ The Big Show（1961年）
- パトロール隊出動 Polizeifunk ruft（1969年）
- 掠奪戦線 The Last Escape（1970年）
- キャバレー Cabaret（1972年）
- ノンストップ・トラブル スパイ大混乱 Der Schnüffler（1983年）